# Wołycia (rejon andruszowski)
Wolica (ukr. Волиця, Wołycja, pol. hist. Wolica Zarubiniecka) – wieś na Ukrainie, w obwodzie żytomierskim, w rejonie andruszowskim. W 2023 roku liczyła 686 mieszkańców.
We wsi znajduje się dawny piętrowy pałac,  kryty dachem czterospadowym.